# 维多利亚十字勋章
维多利亚十字勋章（英語：The Victoria Cross）是英联邦中的最高級軍事勋章，奖励给对敌作战中最英勇的人。它可以授予军中担任任何职务、处于任何级别者以及在军事命令下的平民，而喬治十字勋章則只授予平民，程度較低一級。在英国，它一般由英國君主在白金汉宫亲自颁给获勳者或其直系亲属。在其他英联邦國家或者地區，则由总督颁发。
维多利亚十字勋章最初在1856年由维多利亚女王提出，以奖励克里米亚战争中的战斗英雄。自那时起，它颁发了1,356次，单独的獲勳者有1353人。二战以来只颁发过13次。
因为维多利亚十字勋章的尊贵，吸引了无数的收藏家竞相收藏。它在一次拍卖中以超过40万英镑成交。
从1967庆祝加拿大联邦化的庆典开始，由加拿大在1975年带动澳大利亚新西兰发展了自己的国家荣誉体系，由此和英国的荣誉体系分开。